# Erannis beschkovi
Erannis beschkovi là một loài bướm đêm trong họ Geometridae.